# Encyosaccus
Encyosaccus là một chi nhện trong họ Araneidae.